# Achille Delesse
Achille Ernest Oscar Joseph Delesse (Metz, 3 de febrero de 1817 - París, 24 de marzo de 1881) fue un geólogo y mineralogista francés.
A los veinte años entró a la École Polytechnique, y subsecuentemente pasó por la École nationale supérieure des mines de Paris. En 1845, fue contratado como presidente del área de mineralogía y de geología en Besançon; en 1850, la presidencia de geología en la Sorbona en París; y en 1864 profesor de agricultura en la École des Mines. En 1878, se convirtió en inspector general de minas.
En sus primeros años como ingeniero de minas, investigó y describió varios minerales recién descubrimiento; después se enfocó al estudio de las rocas, encontrando nuevos métodos para su determinación, y dando descripciones particulares de la melafira, arcosa, pórfido y sienita, entre otras. La roca ígnea de Vosges, y aquellas de los Alpes, Córcega, etc., y el tema del metamorfismo ocuparon su atención. También preparó en 1885 mapas geológicos e hidrológicos de París, que hacían referencia al agua subterránea del lugar, mapas similares de los departamentos de Seine y de Seine-et-Marne, y un mapa agronómico de Seine-et-Marne en 1880, en el cual se mostraba la relación existente entre los caracteres físicos y químicos del suelo y la estructura geológica.
Su anual Revue des progrès de géologie, realizado con la asistencia de Auguste Laugel (1860-1865) y después de Albert de Lapparent (1865-1878), fue publicado desde 1860 hasta 1880. Sus observaciones de la litología de los depósitos acumulados bajo el mar fueron de interés e importancia especial. Sus publicaciones separadas fueron: Recherches sur l'origine des roches (París, 1865); Étude sur le métamorphisme des roches (1869), Lithologie des mers de France et des mers principales du globe (2 vols. y atlas, 1871).
Murió en París el 24 de marzo de 1881.